# جان بریل
جان بریل (انگلیسی: John Brearley؛ اکتبر ۱۸۷۵ – ۱۹۴۴ (۶۸−۶۹ سال)) بازیکن فوتبال اهل بریتانیا بود.
از باشگاه‌هایی که در آن بازی کرده‌است می‌توان به باشگاه فوتبال کریستال پالاس، باشگاه فوتبال تاتنهام هاتسپر، باشگاه فوتبال اورتون، باشگاه فوتبال کترینگ تاون، باشگاه فوتبال میلوال، باشگاه فوتبال میدلزبرو، و باشگاه فوتبال نوتس کانتی اشاره کرد..